# هلفيلة مسودة
هلفيلة مسودة (الاسم العلمي: Helvella atrata) هي نوع من الفطريات تتبع جنس الهلفيلة من الفصيلة الهلفيلية.